# 부치지 못한 편지
부치지 못한 편지(The Unsent Letter, Neotpravlennoye Pismo)는 소련에서 제작된 미하일 칼라토조프 감독의 1960년 드라마, 멜로/로맨스 영화이다. 타탸나 사모로바 등이 주연으로 출연하였다.

## 출연

### 주연
- 타탸나 사모로바
- 갈리나 코쟈키나
- 바실리 리바노프

## 제작진
- 미술: David Vinitsky
- 의상: Leonid Naumov